# Bahnhof Berlin-Tiergarten
Der S-Bahnhof Berlin-Tiergarten ist ein Bahnhof an der Berliner Stadtbahn. Er liegt zwischen den Bahnhöfen Zoologischer Garten und Bellevue an der Straße des 17. Juni im Berliner Ortsteil Hansaviertel des Bezirks Mitte. Der Bahnhof wird von den Linien S3, S5, S7 und S9 der S-Bahn angefahren. Das Bauwerk steht als Bestandteil des Stadtbahnviadukts unter Denkmalschutz.

## Lage und Aufbau

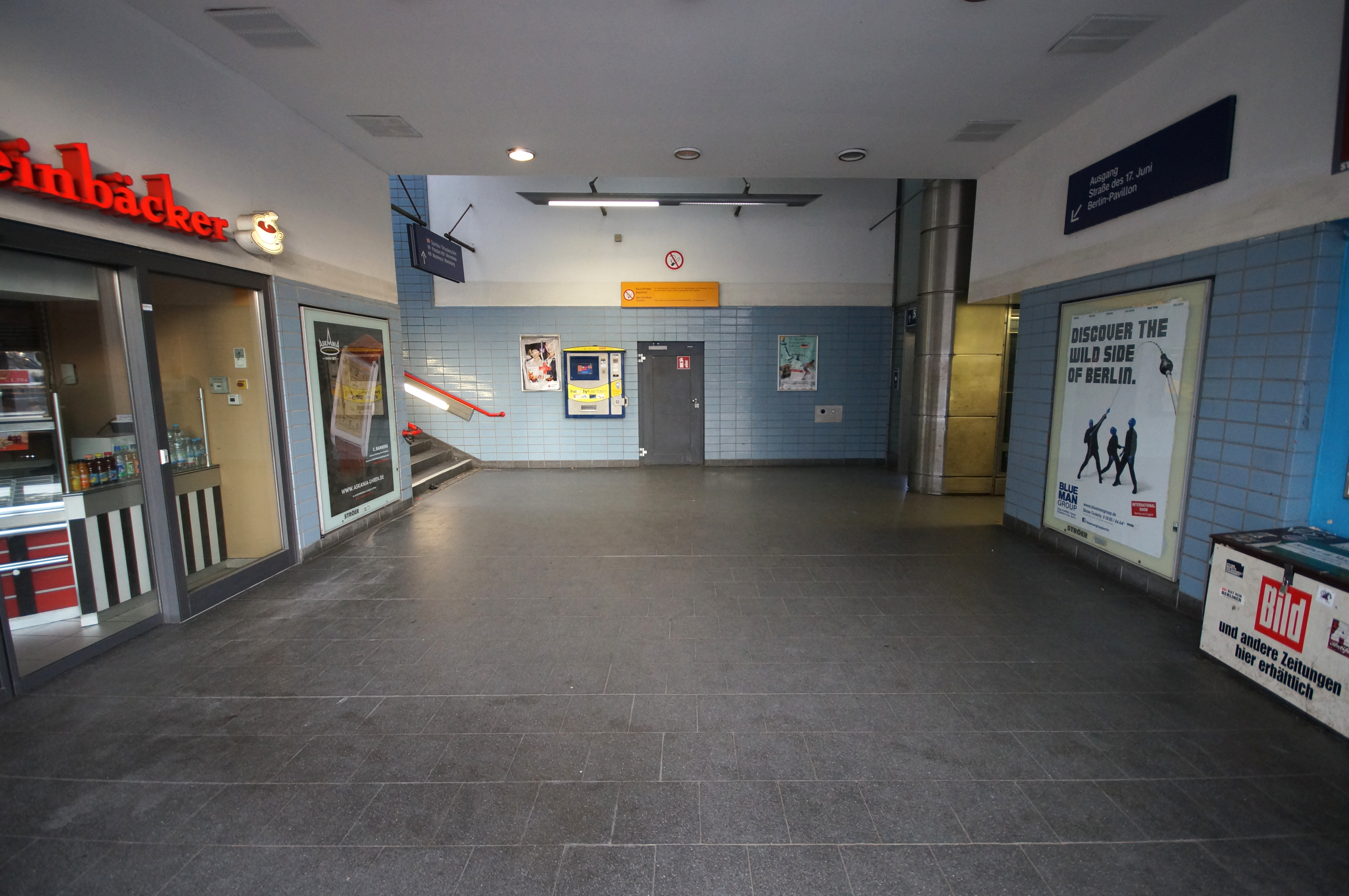
Bahnhofshalle

Der S-Bahnhof befindet sich am westlichen Rand des Großen Tiergartens nördlich der Straße des 17. Juni. Westlich verläuft parallel zu dem sich annähernd in Nord-Süd-Richtung erstreckenden Mittelbahnsteig der S-Bahn die Bachstraße. Auf der östlichen Seite befindet sich der Berlin-Pavillon.
Zwischen dem Haupteingang und den Bahnsteigzugängen befindet sich eine Bahnhofshalle.

## Geschichte
Die zunächst noch als Haltestelle Thiergarten bezeichnete Station wurde am 5. Januar 1885, etwa drei Jahre nach Eröffnung der Stadtbahn, in Betrieb genommen. Sie bestand aus einem Mittelbahnsteig am westlichen Gleispaar, das für die Vorortzüge vorgesehen war. Der Bahnsteig wurde von einer Hallenkonstruktion überdacht. Die Station diente vorrangig der Anbindung des in den 1880er Jahren entstandenen Hansaviertels sowie der angrenzenden Gebiete der damaligen Stadt Charlottenburg. Das Dach der im Stil der Gründerzeit gestalteten Bahnhofshalle war mit verzinktem Eisenwellblech gedeckt.

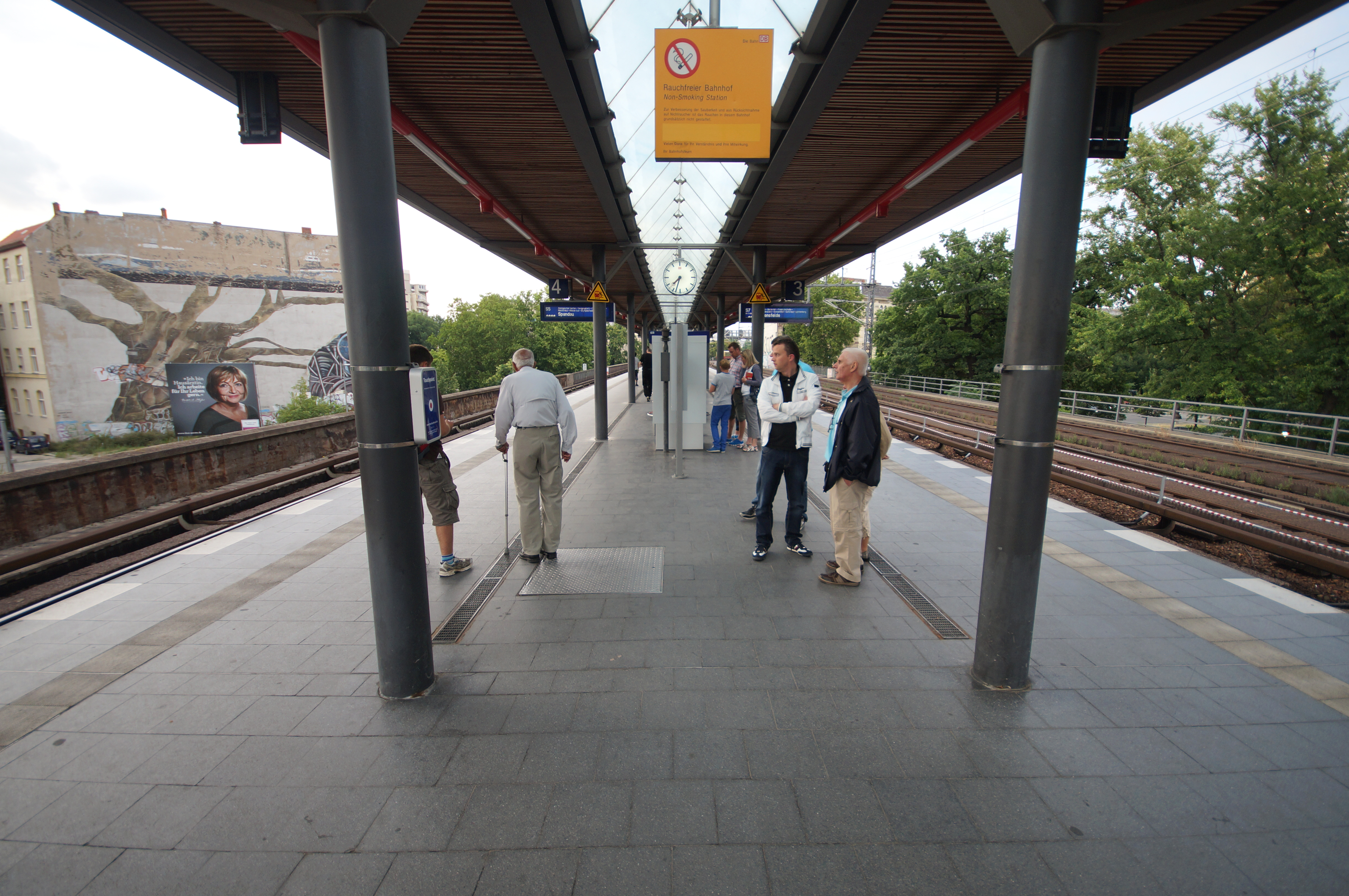
Bahnsteig

Zum 11. Juni 1928 wurden die durch den Bahnhof führenden Stadtbahngleise elektrifiziert. 1936 wurde der Bahnhof nach Plänen des Reichsbahnoberbaurates Günther Lüttich umgebaut. Die alte Bahnsteighalle wurde abgebrochen und durch eine einfache Dachkonstruktion aus Stahlstützen ersetzt. Gleichzeitig wurde der gesamte Bahnhofsbereich im Stil der NS-Architektur neugestaltet.
Am 18. Dezember 1947 fuhr eine aus Richtung Bellevue kommende S-Bahn auf eine im Bahnhof Tiergarten haltende S-Bahn auf. Dabei wurden das letzte Abteil des haltenden Zuges und das Triebwagenabteil des auffahrenden Zuges beschädigt, ungefähr 30 Personen erlitten leichte Verletzungen.
Vom 30. Oktober 1994 bis zum 11. November 1996 war der Bahnhof aufgrund von Bauarbeiten zur Sanierung des Stadtbahnviadukts außer Betrieb. Am 19. Juli 2009 wurde der bisherige Haltepunkt zusammen mit der nordöstlich gelegenen gleichnamigen Überleitstelle betrieblich in einen Bahnhof umgewandelt.
Seit Frühjahr 2016 erfolgt die Zugabfertigung durch den Triebfahrzeugführer mittels Führerraum-Monitor (ZAT-FM).

## Anbindung
Der S-Bahnhof wird gegenwärtig von den Linien S3, S5, S7 und S9 der Berliner S-Bahn bedient. Mit Ausnahme einer im Zuge der U-Bahn-Linie U9 verkehrenden Nachtbuslinie besteht keine Umsteigemöglichkeit zum übrigen öffentlichen Nahverkehr.
| Linie | Verlauf | Takt in der HVZ |
| ----- | --- | --------------- |
|       | Spandau – Stresow – Pichelsberg – Olympiastadion – Heerstraße – Messe Süd – Westkreuz – Charlottenburg – Savignyplatz – Zoologischer Garten – Tiergarten – Bellevue – Hauptbahnhof – Friedrichstraße – Hackescher Markt – Alexanderplatz – Jannowitzbrücke – Ostbahnhof – Warschauer Straße – Ostkreuz – Rummelsburg – Betriebsbahnhof Rummelsburg – Karlshorst – Wuhlheide – Köpenick – Hirschgarten – Friedrichshagen – Rahnsdorf – Wilhelmshagen – Erkner                 | 20 min          |
|       | Westkreuz – Charlottenburg – Savignyplatz – Zoologischer Garten – Tiergarten – Bellevue – Hauptbahnhof – Friedrichstraße – Hackescher Markt – Alexanderplatz – Jannowitzbrücke – Ostbahnhof – Warschauer Straße – Ostkreuz – Nöldnerplatz – Lichtenberg – Friedrichsfelde Ost – Biesdorf – Wuhletal – Kaulsdorf – Mahlsdorf – Birkenstein – Hoppegarten – Neuenhagen – Fredersdorf – Petershagen Nord – Strausberg – Hegermühle – Strausberg Stadt – Strausberg Nord         | 10 min          |
|       | Potsdam Hauptbahnhof – Babelsberg – Griebnitzsee – Wannsee – Nikolassee – Grunewald – Westkreuz – Charlottenburg – Savignyplatz – Zoologischer Garten – Tiergarten – Bellevue – Hauptbahnhof – Friedrichstraße – Hackescher Markt – Alexanderplatz – Jannowitzbrücke – Ostbahnhof – Warschauer Straße – Ostkreuz – Nöldnerplatz – Lichtenberg – Friedrichsfelde Ost – Springpfuhl – Poelchaustraße – Marzahn – Raoul-Wallenberg-Straße – Mehrower Allee – Ahrensfelde        | 10 min          |
|       | Spandau – Stresow – Pichelsberg – Olympiastadion – Heerstraße – Messe Süd – Westkreuz – Charlottenburg – Savignyplatz – Zoologischer Garten – Tiergarten – Bellevue – Hauptbahnhof – Friedrichstraße – Hackescher Markt – Alexanderplatz – Jannowitzbrücke – Ostbahnhof – Warschauer Straße – Treptower Park – Plänterwald – Baumschulenweg – Schöneweide – Johannisthal – Adlershof – Altglienicke – Grünbergallee – Schönefeld (bei Berlin) – Waßmannsdorf – Flughafen BER | 20 min          |